# Буденська фортеця
65°47′28″ пн. ш. 21°39′26″ сх. д. / 65.7911° пн. ш. 21.6572° сх. д.
Буденська фортеця (швед. Bodens fästning) — фортеця у Будені, Норрботтен, Швеція.
До кінця 19 століття Норрланд мав незначне військове значення.
Пересічений рельєф і несприятливі кліматичні умови зробили вторгнення з півночі нереальним.
Ситуація змінилася через відкриття багатих покладів залізної руди у Лапландії та розвитку залізниці на півночі.
В 1890-х роках шведський генеральний штаб запропонував побудувати фортецю для захисту Норрланда.
Залізничний вузол у Будені був підходящим місцем через своє географічне розташування: приблизно за 150 км від російського кордону та за 30 кілометрах від узбережжя.
Фортеця блокувала переправу через Лулеельвен.
В 1901 році було розпочато будівництво фортеці.
На 25-кілометровому колі навколо Будена було зведено п'ять фортів, батарейних позицій і окопів .
Вже через кілька років стало зрозуміло, що кошторисні витрати перевищені в рази і що людей не вистачає, щоб укомплектувати фортецю.
Подальший розвиток військової техніки (поява повітряних і бронетанкових військ) призвів до того, що фортеця Буден швидко втратила своє стратегічне значення.
Після Другої світової війни частини фортеці поступово закривалися.
Батарея Сведжебергет була перетворена на музей в 1989 році, а останній із п'яти великих фортів був залишений в 1998 році.
Проте, Буден, перетворився на важливий військовий навчальний центр з низкою асоціацій, штабів і шкіл.